# Cryptanura genalis
Cryptanura genalis är en stekelart som beskrevs av Joseph Augustine Cushman 1945. Cryptanura genalis ingår i släktet Cryptanura och familjen brokparasitsteklar. Inga underarter finns listade i Catalogue of Life.